# یوهان فریدریش آگریکولا

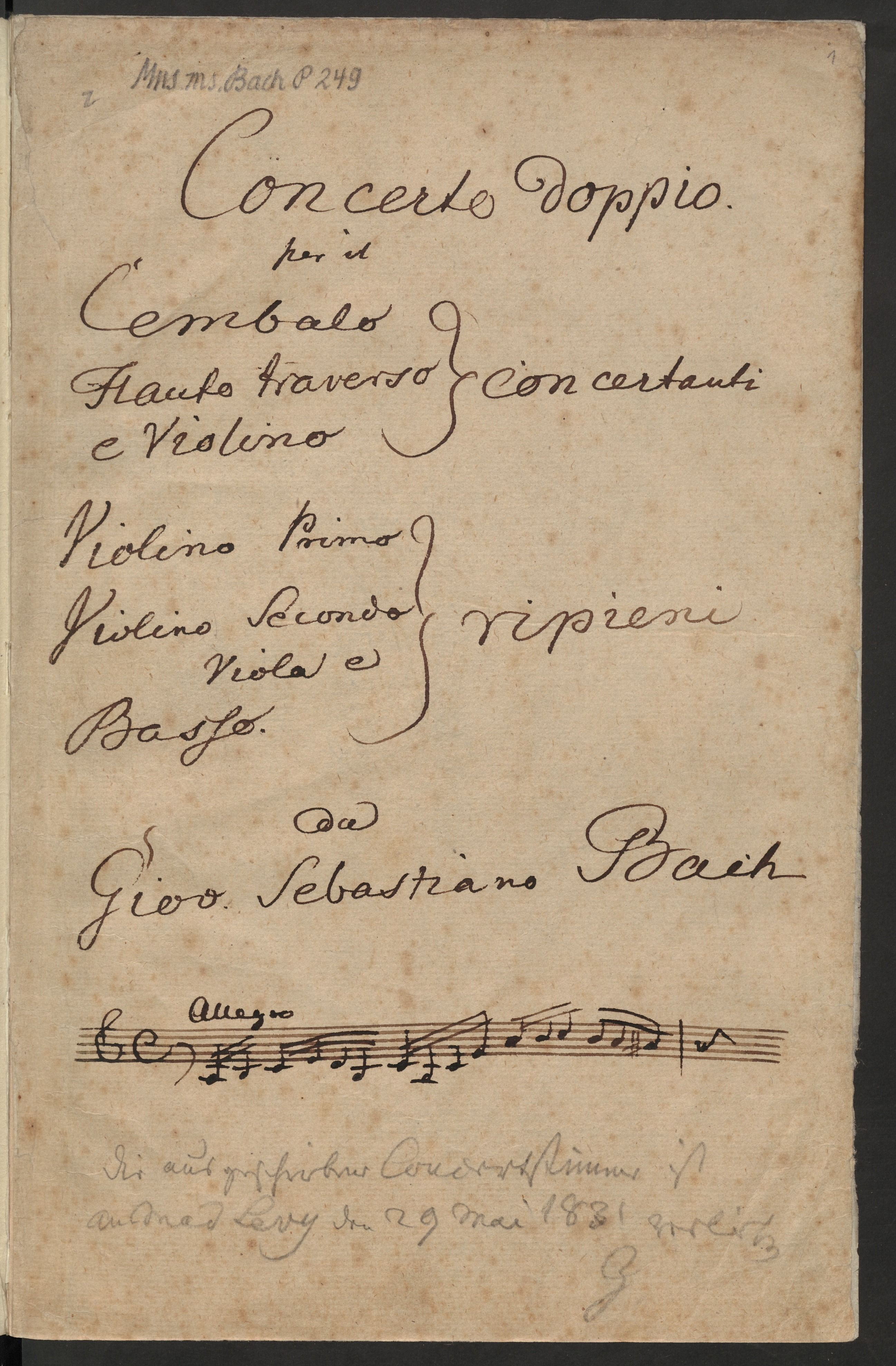
برگهٔ رونویسی یوهان فردریش آگریکولا از کنسرتو ساختهٔ شده باخ

یوهان فریدریش آگریکولا ((به آلمانی: Johann Friedrich Agricola)‏ (زادهٔ ۴ ژانویهٔ ۱۷۲۰ – درگذشتهٔ ۲ دسامبر ۱۷۷۴) آهنگساز، ارگ‌نواز، خواننده، آموزگار و نویسندهٔ موسیقی آلمانی است. او، زمانی که در لایپزیگ دانشجوی حقوق بود (۱۷۳۸–۱۷۴۱)، زیرنظر یوهان سباستیان باخ، آهنگساز بزرگ، شاگردی کرد.